# 邹大鹏
邹大鹏（1907年—1967年4月29日），原名宝丰，曾用名积因、济英、蕴华、君绰、王小雨，男，辽宁辽阳人，中华人民共和国情报官员。曾任长春特别市市长、政务院情报总署署长、中央军委联络部部长、中央调查部常务副部长、对外文委副主任，第二届至第四届全国政协常委等职务。

## 生平
邹大鹏是辽阳县城南一区首山镇后三块石村贫农出身。兄弟七人，行五。10岁与六弟邹鲁风入村小读书。12岁与邹鲁风考入辽阳县民立第二高等小学。14岁考入凤城县的省立第二师范学校。1925年参加革命。1926年，邹大鹏毕业于凤城奉天省立第二师范，考入汉阳兵工专门学校机械科，随后于1926年加入中国共产党、参加汉阳兵工厂罢工。六弟邹鲁风、七弟邹宝香也都参加革命。1928年5月回东北，在哈尔滨特五中以教书为掩护。参与组织领导了1928年11月9日哈尔滨著名的反日修筑五条铁路运动。1929年底到1930年初，在哈尔滨特五中培养、发展团员，建立团组织，又发展了哈尔滨学院、黑龙江女师、哈尔滨二中的党团组织，壮大了哈尔滨反帝大同盟。1929年5月，特区教育厅开始监视怀疑，邹大鹏离开了五中。1930年春任共青团哈尔滨市委宣传部长。1930年夏办了“开明书店”，组织出版了《现在》刊物。1930年8月6日，按照立三路线要求，满洲省委改组为“满洲总行动委员会”，邹大鹏任青年部主任。1931年因王明路线上台，被开除党籍，失去组织联系，1931年九一八事变后，搞兵运工作，1932年7月在邓铁梅领导的东北民众义勇军第二十八路军担任政治部主任（后改为政务处长）。不久，邹大鹏去安东。1936年经南汉宸介绍重新入党。1936年，前往国民党统治区做秘密工作，建立了中共从陕北到华北的秘密交通线。1937年，受中共党组织派遣，担任马占山东北挺进军的军械处长、刘桂五的骑兵第二军第六师任党支部书记。1938年赴延安，在抗大、延安马列学院学习。出任领导晋绥第五分局副局长。1944年10月，任中共胶东区党委联络部长，开展东北工作。

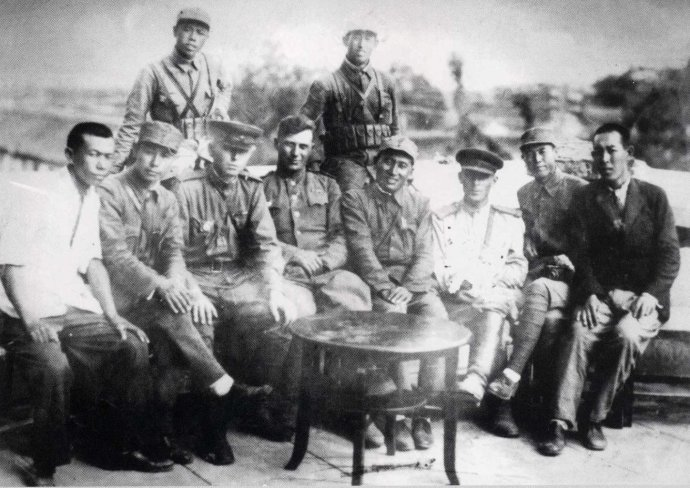
挺进东北先遣支队司令员吕其恩（右四）、政委邹大鹏（左二）与苏联红军在庄河

1945年9月9日，中共胶东区党委决定组织党的东北临时工作委员会，邹大鹏任工委书记，吕其恩、于克、柳运光、吕塞为委员，对外称“山东八路军海上挺进东北先遣支队司令部”(即“八路军海上先遣支队”)，邹大鹏为政治委员，吕其恩为司令员，渡海在庄河县登陆。9月12日成立“庄河县民主联合政府”。9月17日，先遣支队进入安东。9月底安东市保安司令部成立，吕其恩任司令员，邹大鹏任政委，张奎任参谋长。1945年11月，经东北局批准，安东省工委决定在岫岩建立铁梅支队。邹大鹏兼任司令员，李辉为政委，共有兵力5000人，成为岫岩中心县委和之后的庄岫地委的基干武装。1945年9月任东北局社会部部长。
1945年底，邹大鹏任东北局社会部第二部长、东北行政委员会委员、常委、东北公安总处副处长，最高法院东北分院院长兼哈尔滨市高等法院院长（1946年9月7日任命），1947年9月20日任东北行政委员会外事厅厅长兼办民族事务、公开职务东北民主联军司令部秘书长等职。1948年11月长春和平解放后，被委任为长春特别市市长。其建立的东北情报网，为共军攻占长春、营口、锦州、沈阳提供重要军事情报。
中华人民共和国成立后，他调任中央社会部秘书长、中央军委情报部副部长、政务院情报总署署长、中央军委联络部部长、中央调查部常务副部长、对外文委副主任等职，协助李克农工作。1949年起兼任中央军委情报部干部学校（今国际关系学院）校长。
文化大革命期间，周恩来指定邹大鹏任部业务领导组负责人。1967年4月28日夜康生与邹大鹏电话通话一个小时后，邹大鹏与妻子一同自杀身亡。1979年2月，中共中央为邹大鹏平反并恢复名誉。1979年8月27日，在北京市政协礼堂为邹大鹏召开了追悼会，邹大鹏骨灰安放在北京八宝山革命公墓。。